# Fryderyk Buchholtz

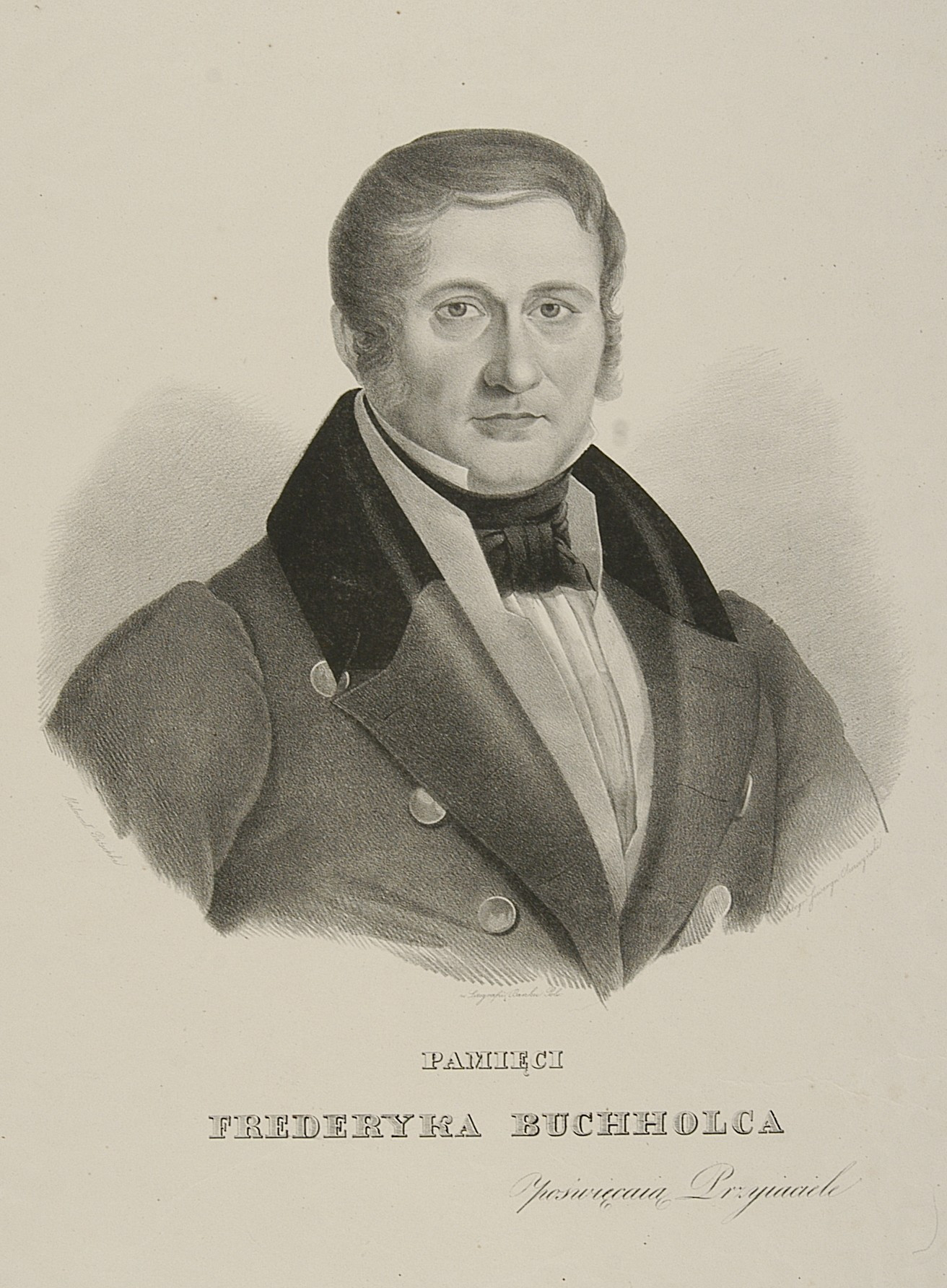
Fryderyk Buchholtz (Olsztynek, Hohenstein, Prusia, 16 de mayo de 1792 – Varsovia, 15 de mayo de 1837)

Fryderyk Buchholtz (Olsztynek, Hohenstein, Prusia, 16 de mayo de 1792 – Varsovia, 15 de mayo de 1837) fue un fabricante de pianos y órganos.
Después de terminar sus estudios de creación de pianos en Viena, vino a Varsovia y en 1815 fundó una fábrica de pianos en la calle Mazowiecka 1352. Un invitado frecuente del salón de arte de su casa y la tienda de su casa era F. Chopin, quien compró un piano de Buchholtz. Se decía que cada vez que iban más de dos invitados a escuchar tocar a Chopin, toda la compañía se trasladaba al taller de Buchholtz. Después su muerte en 1837, la fábrica fue dirigida por su esposa y desde 1841-46 por su hijo Julian.
Solo unos pocos instrumentos de Buchholtz han sobrevivido hasta hoy. En 2017, el Instituto Fryderyk Chopin encargó una copia de un piano de cola Buchholtz para ser construido por Paul McNulty. El instrumento se tocó en septiembre de 2018 con motivo del primer Concurso Internacional Chopin de Instrumentos de época.